# スロバキアバス交通
スロバキアバス交通（スロバキアバスこうつう、スロバキア語: Slovenská autobusová doprava : SAD）は、チェコスロバキア社会主義共和国時代に国営会社（Národný podnik）、のち国有会社（Štátny podnik）であったスロバキアの都市間バス企業の総称である。現在は株式会社化が行われ、国内に17社が存在する。

## 概要

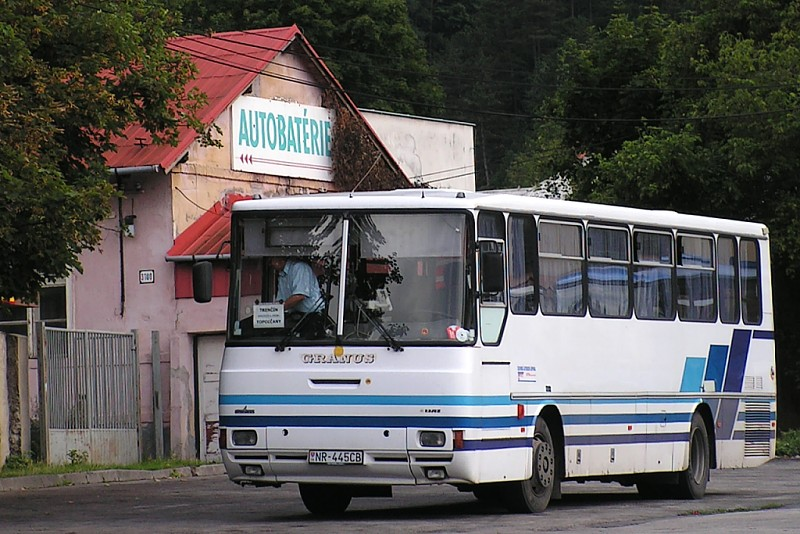
SADニトラ（現・ヴェオリア・トランスポート・ニトラ）の路線バス

1949年以降、チェコスロバキア国鉄が行っていた自動車事業を分離承継し、都市間のバスおよびトラック便を運行した国営会社のチェコスロバキア国家自動車交通（ČSAD, Československá štátna automobilová doprava）は、共産党地方行政機関の国民委員会（Národný výbor）が管理運営していたが、1963年に県国民委員会（Krajský národný výbor）に管理運営を移管することになり、スロバキア域内では西部スロバキア県、中部スロバキア県、東部スロバキア県を管轄するブラチスラヴァ、バンスカー・ビストリツァ、コシツェの3都市に3社のČSADが設立された。
3社は国の経済改革の一環で1989年に国有会社に転換され、チェコスロバキア自動車交通（ČSAD, Československá automobilová doprava）に改称した。さらに民主化後の1990年にČSADドルニー・クビーン、1991年にはČSADジリナがいずれもČSADバンスカー・ビストリツァから分割新設された。
1993年の連邦制解消後、各社は貨物トラック事業を国有会社の「貨物自動車交通」（NAD, Nákladná automobilová doprava）に切り離してバス専業化し、1994年に商号をスロバキアバス交通（SAD, Slovenská autobusová doprava）に改称した。さらに1995年以降、各社の支所（odštepný závod）単位で次々と分社を行った。
このほか1994年1月にČSADブラチスラヴァからSADスカリツァ国有会社が、ČSADコシツェからSAD国有会社スタラー・リュボウニャがそれぞれ独立。両社はともに1995年に国有会社から直接民営化し、SADスカリツァはバスおよび国際貨物トラック輸送を行うSKANDスカリツァ企業体有限責任会社（SKAND Skalica, spol. s.r.o）に、SADスタラー・リュボウニャはバス事業を行うバス・カルパティア企業体有限責任会社（BUS KARPATY spol. s.r.o.）に転換した。
このあと民営化の動きは止まったが、1998年の総選挙で政権を握ったミクラーシュ・ズリンダは国有会社の民営化を推進。SADは1999年に17社に統合整理されたあと、2001年から2002年にかけて株式会社に転換された。その後入札による民間への株式売却が段階的に進められている。

## スロバキアバス交通（SAD）各社一覧

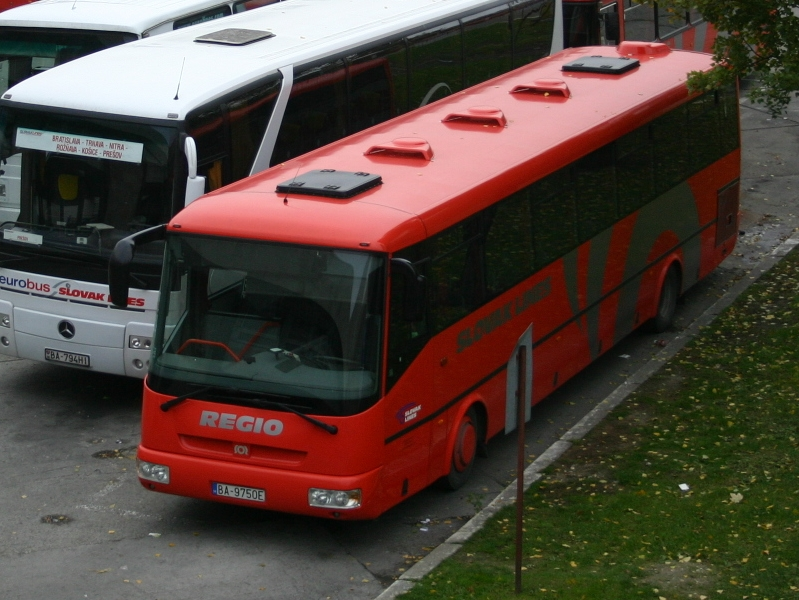
スロヴァック・ラインズ（旧SADブラチスラヴァ）の近距離バス。奥はスロヴァック・ラインズとユーロバス（旧SADコシツェ）による共同運行の長距離バス

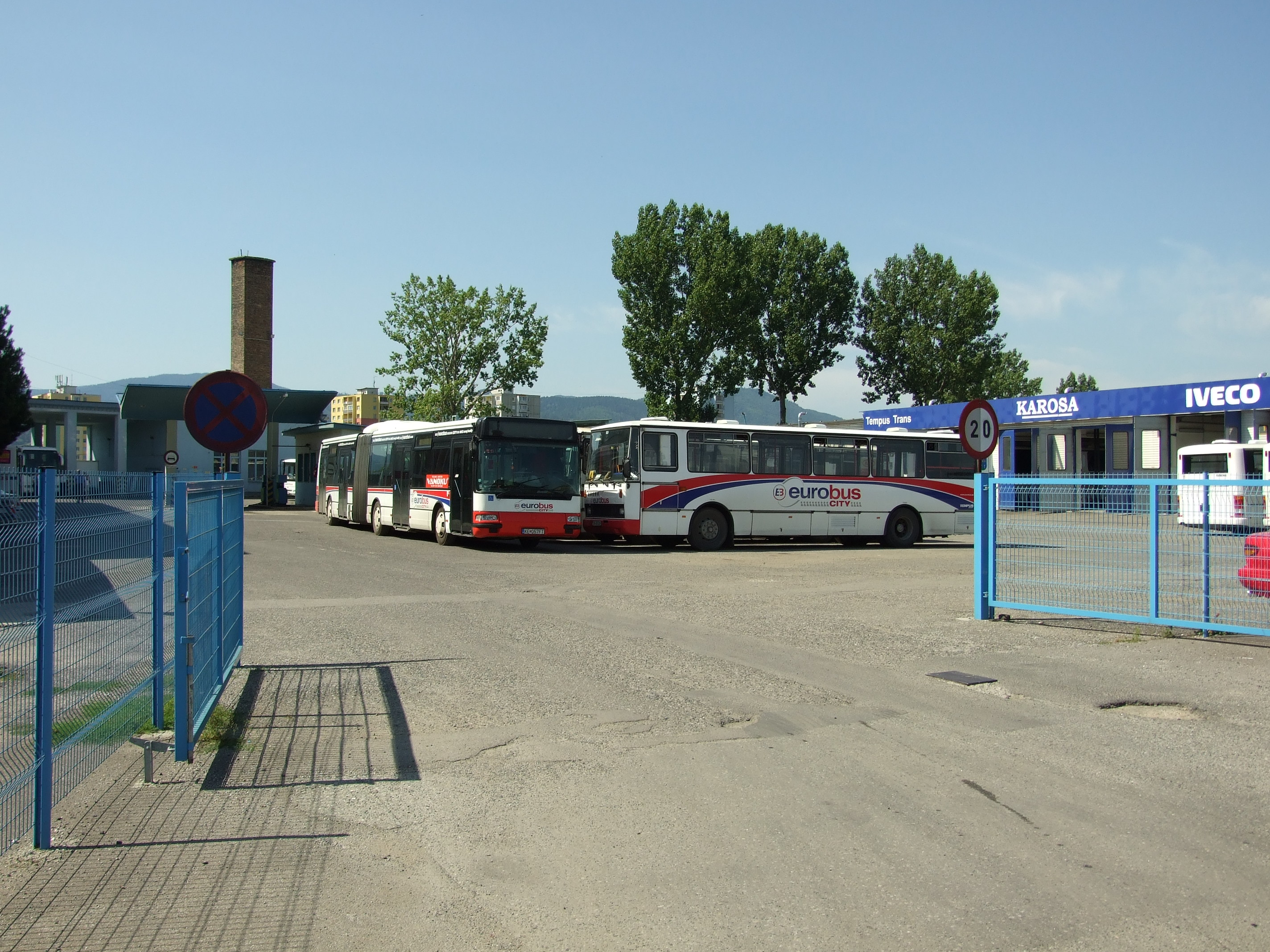
ユーロバスのスピシュスカー・ノヴァー・ヴェス運輸事務所（旧SADスピシュスカー・ノヴァー・ヴェス国有会社、2000年にSADコシツェ国有会社に統合）

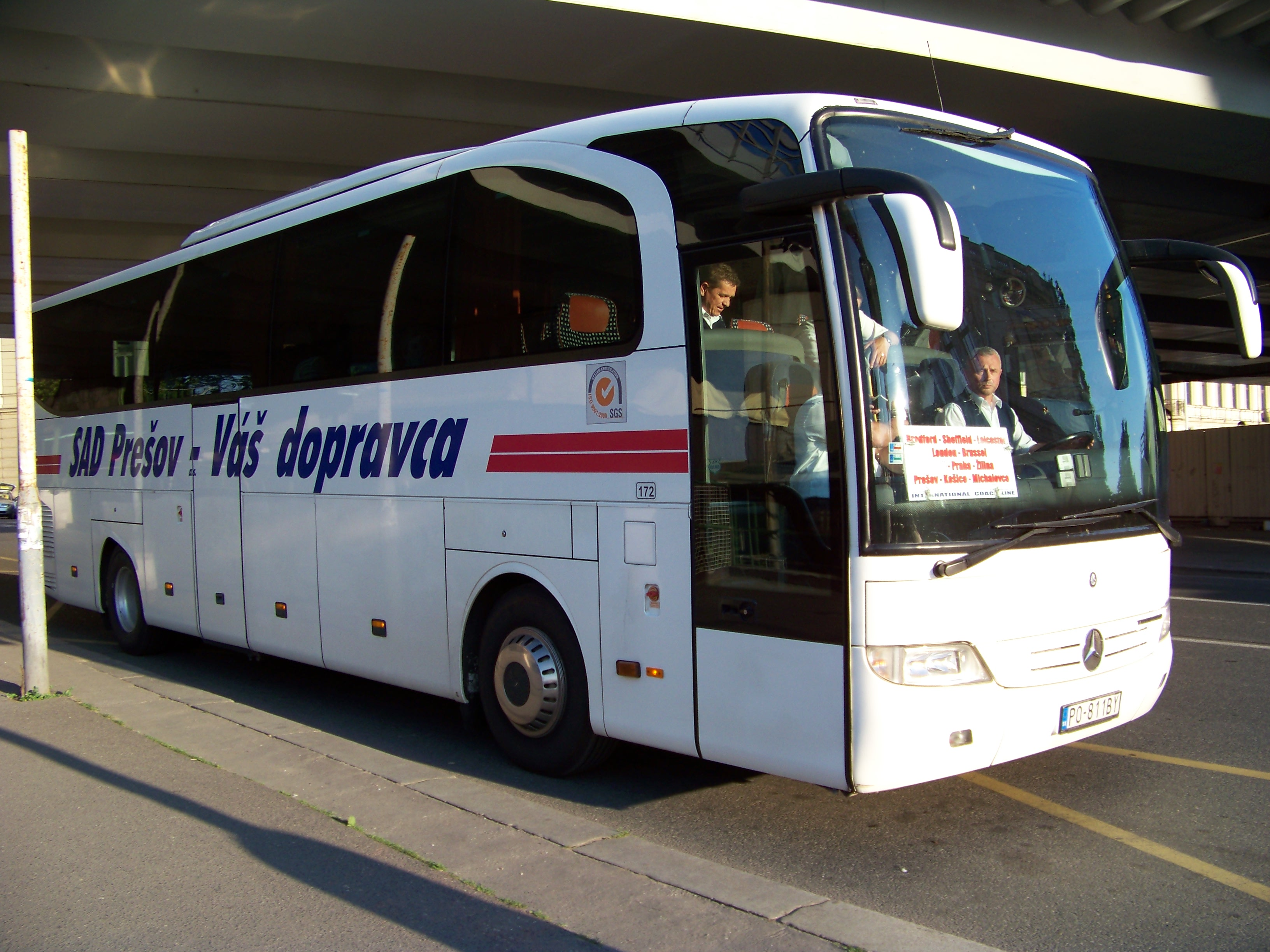
SADプレショウのブラッドフォード（イギリス） - ミハロウツェ（コシツェ県）間国際長距離バス

各社相互間の資本関係はないが、株式の民間売却に合わせて商号を新名称に変更したブラチスラヴァ、コシツェ、ニトラの3社と1990年代に国有会社から直接民営化した2社を除き、現在もSADの略称で呼ばれている。
- スロバキアバス交通国有会社ブラチスラヴァ（Slovenská autobusová doprava, š.p., Bratislava）

- 1996年、スロバキアバス交通ブラチスラヴァ国有会社（Slovenská autobusová doprava Bratislava, š.p.）に改称。
- 2001年、スロバキアバス交通ブラチスラヴァ株式会社（Slovenská autobusová doprava Bratislava, a.s）に転換。
- 2007年、スロヴァック・ラインズ株式会社（Slovak Lines, a.s.）に改称。

- スロバキアバス交通マラツキ国有会社（Slovenská autobusová doprava Malacky, š.p.）
- スロバキアバス交通ペジノク国有会社（Slovenská autobusová doprava Pezinok, š.p.）
- スロバキアバス交通セネツ国有会社（Slovenská autobusová doprava Senec, š.p.）

- 1999年、SADブラチスラヴァ国有会社に統合。

- スロバキアバス交通バンスカー・ビストリツァ国有会社（Slovenská autobusová doprava Banská Bystrica, š.p.）

- 1995年、スロバキアバス交通バンスカー・ビストリツァ交通企業体国有会社（Slovenská autobusová doprava Banskobystrická dopravná spoločnosť, š.p.）に改称。
- 2002年、スロバキアバス交通バンスカー・ビストリツァ交通企業体株式会社（Slovenská autobusová doprava Banskobystrická dopravná spoločnosť, a.s）に転換。
- 2007年、SADバンスカー・ビストリツァ株式会社（SAD Banská Bystrica, a.s.）に改称。

- スロバキアバス交通ブレズノ国有会社（Slovenská autobusová doprava Brezno, š.p）

- 1999年、SADバンスカー・ビストリツァ交通企業体国有会社に統合。

- スロバキアバス交通国有会社コシツェ（Slovenská autobusová doprava, š.p., Košice）

- 1995年、スロバキアバス交通コシツェ交通企業体国有会社（Slovenská autobusová doprava Košická dopravná spoločnosť, š.p.）に改称。
- 2001年、スロバキアバス交通コシツェ交通企業体株式会社（Slovenská autobusová doprava Košická dopravná spoločnosť, a.s）に転換。
- 2007年、ユーロバス株式会社（eurobus, a.s.）に改称。

- スロバキアバス交通ロジュニャヴァ国有会社（Slovenská autobusová doprava Rožňava, š.p）
- スロバキアバス交通スピシュスカー・ノヴァー・ヴェス国有会社（Slovenská autobusová doprava Spišská Nová Ves, š.p）

- 2000年、SADコシツェ交通企業体国有会社に統合。

- スロバキアバス交通国有会社ジリナ（Slovenská autobusová doprava, š.p. Žilina） - ČSADバンスカー・ビストリツァから分離新設。

- 2002年、スロバキアバス交通ジリナ株式会社（Slovenská autobusová doprava Žilina, a.s）に転換。

- スロバキアバス交通チャッツァ国有会社（Slovenská autobusová doprava Čadca, š.p）
- スロバキアバス交通キスツケー・ノヴェー・メスト国有会社（Slovenská autobusová doprava Kysucké Nové Mesto, š.p）
- スロバキアバス交通マルチン国有会社（Slovenská autobusová doprava Martin, š.p）
- スロバキアバス交通トゥルゾウカ国有会社（Slovenská autobusová doprava Turzovka, š.p）

- 2000年、SAD国有会社ジリナに統合。

- スロバキアバス交通スカリツァ国有会社（Slovenská autobusová doprava Skalica, š.p） - ČSADブラチスラヴァから分離新設。

- 1995年、SKANDスカリツァ企業体有限責任会社（SKAND Skalica, spol. s.r.o）に転換。

- スロバキアバス交通国有会社スタラー・リュボウニャ（Slovenská autobusová doprava, š.p., Stará Ľubovňa） - ČSADコシツェから分離新設。

- 1995年、バス・カルパティア企業体有限責任会社（BUS KARPATY spol. s.r.o.）に転換。

- スロバキアバス交通国有会社フメンネー（Slovenská autobusová doprava, š.p., Humenné） - SADコシツェから分離新設。

- 2002年、スロバキアバス交通フメンネー株式会社（Slovenská autobusová doprava Humenné, a.s）に転換。
- 2007年、SADフメンネー株式会社（SAD Humenné, a.s.）に改称。

- スロバキアバス交通スヴィドニーク国有会社（Slovenská autobusová doprava Svidník, š.p）
- スロバキアバス交通ウラノウ・ナッ・トプリョウ国有会社（Slovenská autobusová doprava Vranov nad Topľou, š.p）

- 2000年、SAD国有会社フメンネーに統合。

- スロバキアバス交通ドゥナイスカー・ストレダ国有会社（Slovenská autobusová doprava Dunajská Streda, š.p.） - SADブラチスラヴァから分離新設。

- 2002年、スロバキアバス交通ドゥナイスカー・ストレダ株式会社（Slovenská autobusová doprava Dunajská Streda, a.s.）に転換。

- スロバキアバス交通ガランタ国有会社（Slovenská autobusová doprava Galanta, š.p）

- 2000年、SADドゥナイスカー・ストレダ国有会社に統合。

- スロバキアバス交通リプトウスキー・ミクラーシュ国有会社（Slovenská autobusová doprava Liptovský Mikuláš, š.p.） - SADバンスカー・ビストリツァから分離新設。

- 2002年、スロバキアバス交通リプトウスキー・ミクラーシュ株式会社（Slovenská autobusová doprava Liptovský Mikuláš, a.s.）に転換。
- 2005年、SADリプトウスキー・ミクラーシュ株式会社（SAD Liptovský Mikuláš, a.s.）に改称。
- 2009年、SADリオルバス株式会社（SAD LIORBUS a.s.）に改称。

- スロバキア自動車交通国有会社ドルニー・クビーン（Slovenská automobilová doprava, š.p. Dolný Kubín）※1990年設立
- スロバキアバス交通ルジョムベロク国有会社（Slovenská autobusová doprava Ružomberok, š.p）

- 1999年、SADリプトウスキー・ミクラーシュ国有会社に統合。

- スロバキアバス交通ルチェネツ国有会社（Slovenská autobusová doprava Lučenec, š.p.） - SADバンスカー・ビストリツァから分離新設。

- 2002年、スロバキアバス交通ルチェネツ株式会社（Slovenská autobusová doprava Lučenec, a.s.）に転換。

- スロバキアバス交通レヴーツァ国有会社（Slovenská autobusová doprava Revúca, š.p）
- スロバキアバス交通リマウスカー・ソボタ国有会社（Slovenská autobusová doprava Rimavská Sobota, š.p）

- 2000年、SADルチェネツ国有会社に統合。

- スロバキアバス交通ミハロウツェ国有会社（Slovenská autobusová doprava Michalovce, š.p.） - SADコシツェから分離新設。

- 2002年、スロバキアバス交通ミハロウツェ株式会社（Slovenská autobusová doprava Michalovce, a.s.）に転換。

- スロバキアバス交通クラーリョウスキー・フルメツ国有会社（Slovenská autobusová doprava Kráľovský Chlmec, š.p）
- スロバキアバス交通トレビショウ国有会社（Slovenská autobusová doprava Trebišov, š.p）

- 2000年、SADミハロフツェ国有会社に統合。

- スロバキアバス交通ニトラ国有会社（Slovenská autobusová doprava Nitra, š.p.） - SADブラチスラヴァから分離新設。

- 2002年、スロバキアバス交通ニトラ株式会社（Slovenská autobusová doprava Nitra, a.s.）に転換。
- 2008年、ヴェオリア・トランスポート・ニトラ株式会社（Veolia transport Nitra, a.s.）に改称。

- スロバキアバス交通トポリュチャニ国有会社（Slovenská autobusová doprava Topoľčany, š.p）
- スロバキアバス交通ズラテー・モラウツェ国有会社（Slovenská autobusová doprava Zlaté Moravce, š.p）

- 2000年、SADニトラ国有会社に統合。

- スロバキアバス交通ノヴェー・ザームキ国有会社（Slovenská autobusová doprava Nové Zámky, š.p.） - SADブラチスラヴァから分離新設。

- 2002年、スロバキアバス交通ノヴェー・ザームキ株式会社（Slovenská autobusová doprava Nové Zámky, a.s.）に転換。

- スロバキアバス交通コマールノ国有会社（Slovenská autobusová doprava Komárno, š.p）
- スロバキアバス交通レヴィツェ国有会社（Slovenská autobusová doprava Levice, š.p）
- スロバキアバス交通シャヒ国有会社（Slovenská autobusová doprava Šahy, š.p）
- スロバキアバス交通ガランタ国有会社シャリャ支所（SAD Galanta, š.p., odštepný závod Šaľa）

- 2000年、SADノヴェー・ザームキ国有会社に統合。

- スロバキアバス交通ポプラト国有会社（Slovenská autobusová doprava Poprad, š.p.） - SADコシツェから分離新設。

- 2002年、スロバキアバス交通ポプラト株式会社（Slovenská autobusová doprava Poprad, a.s.）に転換。

- スロバキアバス交通プレショウ国有会社（Slovenská autobusová doprava Prešov, š.p.） - SADコシツェから分離新設。

- 2002年、スロバキアバス交通プレショウ株式会社（Slovenská autobusová doprava Prešov, a.s.）に転換。

- スロバキアバス交通バルジェヨウ国有会社（Slovenská autobusová doprava Bardejov, š.p）
- スロバキアバス交通リパニ国有会社（Slovenská autobusová doprava Lipany, š.p）

- 2000年、SADプレショウ国有会社に統合。

- スロバキアバス交通プリエヴィジャ国有会社（Slovenská autobusová doprava Prievidza, š.p.） - SADバンスカー・ビストリツァから分離新設。

- 2002年、スロバキアバス交通プリエヴィジャ株式会社（Slovenská autobusová doprava Prievidza, a.s.）に転換。
- 2006年、SADプリエヴィジャ株式会社（SAD Prievidza, a.s.）に改称。

- スロバキアバス交通マラツキ国有会社（Slovenská autobusová doprava Malacky, š.p）
- スロバキアバス交通ペジノク国有会社（Slovenská autobusová doprava Pezinok, š.p）
- スロバキアバス交通セネツ国有会社（Slovenská autobusová doprava Senec, š.p）

- 1999年、SADプリエヴィジャ国有会社に統合。

- スロバキアバス交通トレンチーン国有会社（Slovenská autobusová doprava Trenčín, š.p.） - SADブラチスラヴァから分離新設。

- 2002年、スロバキアバス交通トレンチーン株式会社（Slovenská autobusová doprava Trenčín, a.s.）に転換。

- スロバキアバス交通イラヴァ国有会社（Slovenská autobusová doprava Ilava, š.p）
- スロバキアバス交通ノヴェー・メスト・ナド・ヴァーホム国有会社（Slovenská autobusová doprava Nové Mesto nad Váhom, š.p）
- スロバキアバス交通プーホウ国有会社（Slovenská autobusová doprava Púchov, š.p）
- スロバキアバス交通ポヴァジュスカー・ビストリツァ国有会社（Slovenská autobusová doprava Považská Bystrica, š.p）

- 2000年、SADトレンチーン国有会社に統合。

- スロバキアバス交通トルナヴァ国有会社（Slovenská autobusová doprava Trnava, š.p.） - SADブラチスラヴァから分離新設。

- 2002年、スロバキアバス交通トルナヴァ株式会社（Slovenská autobusová doprava Trnava, a.s.）に転換。

- スロバキアバス交通フロホヴェツ国有会社（Slovenská autobusová doprava Hlohovec, š.p）
- スロバキアバス交通ピエシュチャニ国有会社（Slovenská autobusová doprava Piešťany, š.p）
- スロバキアバス交通セニツァ国有会社（Slovenská autobusová doprava Senica, š.p）

- 2000年、SADトルナヴァ国有会社に統合。

- スロバキアバス交通ズヴォレン国有会社（Slovenská autobusová doprava Zvolen, š.p.） - SADバンスカー・ビストリツァから分離新設。

- 2002年、スロバキアバス交通ズヴォレン株式会社（Slovenská autobusová doprava Zvolen, a.s.）に転換。

- スロバキアバス交通ジェトヴァ国有会社（Slovenská autobusová doprava Detva, š.p）
- スロバキアバス交通モドリー・カメニュ国有会社（Slovenská autobusová doprava Modrý Kameň, š.p）
- スロバキアバス交通ジアル・ナッ・フロノム国有会社（Slovenská autobusová doprava Žiar nad Hronom, š.p）

- 1999年、SADズヴォレン国有会社に統合。